# Telluride (Colorado)
Telluride é uma cidade  localizada no estado americano do Colorado, no Condado de San Miguel.

## Demografia
Segundo o censo americano de 2000, a sua população era de 2221 habitantes.
Em 2006, foi estimada uma população de 2267, um aumento de 46 (2.1%).

## Geografia
De acordo com o United States Census Bureau tem uma área de
1,8 km², dos quais 1,8 km² cobertos por terra e 0,0 km² cobertos por água. Telluride localiza-se a aproximadamente 2667 m acima do nível do mar.

## Localidades na vizinhança
O diagrama seguinte representa as localidades num raio de 24 km ao redor de Telluride.